# 鳥合幸徳
鳥合 幸徳（とりあい ゆきのり、1864年7月4日〈元治元年6月1日〉 - 没年不明）は、日本の実業家。諫早無尽取締役社長。諫早信用組合理事。諫早銀行、長崎製絲各取締役。族籍は長崎県士族。

## 人物
長崎県人・鳥合矢柄の長男。和漢の学を修める。家督を相続して前名勝次郎を改める。北松浦郡・北高来郡役所に入り、21年間書記を務める。1939年、諫早町小学校基本財産として金1千円を寄付したため、褒状を下賜される。住所は長崎県北高来郡諫早町（現・諫早市）。

## 家族
鳥合家
- 父・矢柄（長崎士族）[6][7][9]
- 妻・ナオ（1869年 - ?、長崎士族、森滋の長女）[6][7][9]
- 養子・末次（1877年 - ?、父・矢柄の五男）[9]
  - 同妻・マツ（1887年 - ?、長崎士族、森滋の四女）[6][9]
  - 同長男[9]
  - 同二男[9]
  - 同三男[9]
  - 同四男[6]
- 孫[9]